# Nacelle (aéronautique)
Pour les articles homonymes, voir Nacelle.

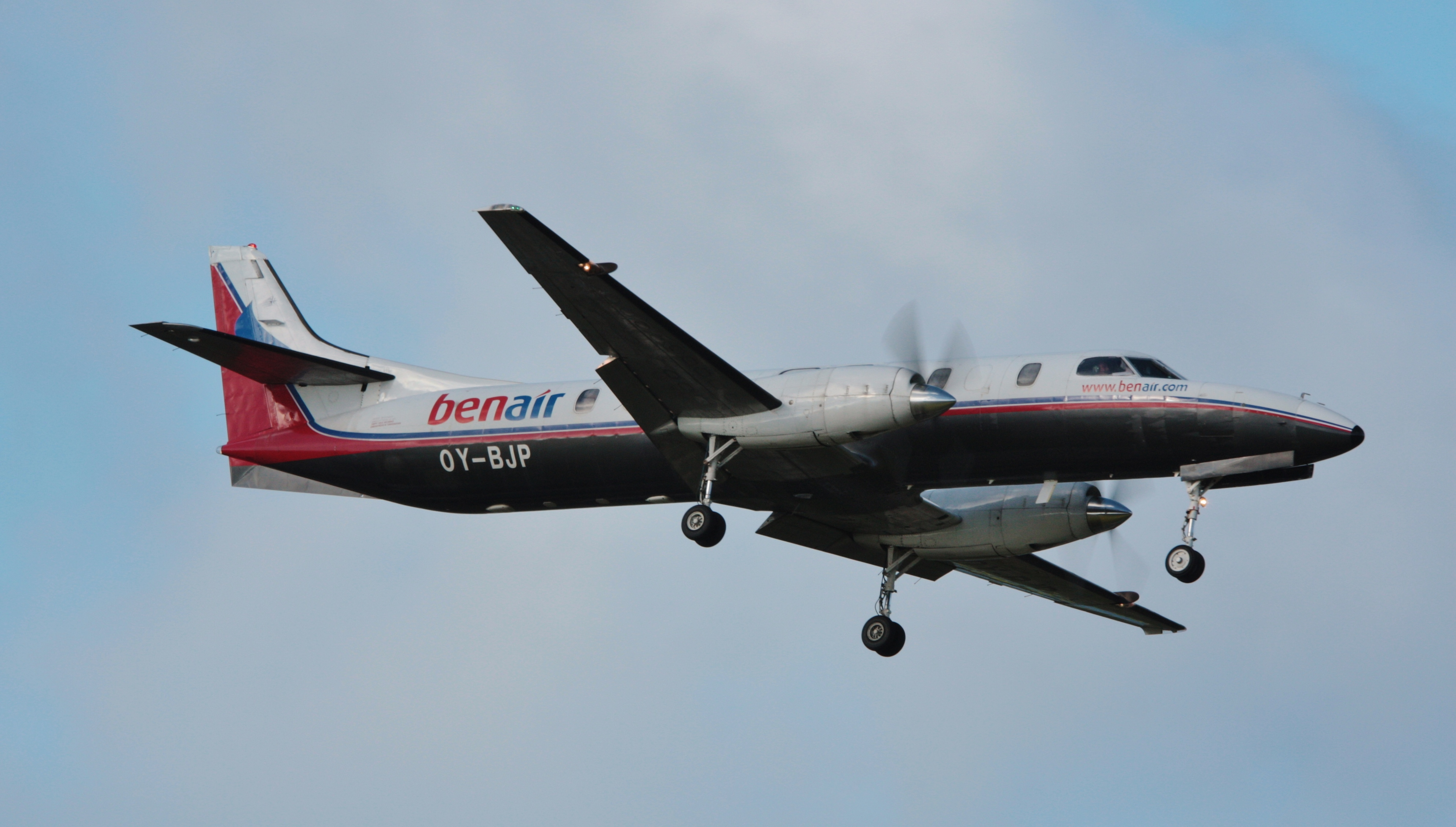
Sur le Fairchild Metroliner, le train d'atterrissage principal est situé directement en dessous de la nacelle du moteur.

La nacelle est l'ensemble support et capots d'un moteur d'un avion multi-moteurs. Sur les moyens et longs courriers, elle intègre généralement l'inverseur de poussée permettant de décélèrer l'avion lors de l'atterrissage. Elle peut être raccordée soit à la voilure, soit au fuselage par un mât.

## Description
Du fait de sa liaison entre le fuselage et le moteur, toute rupture de cet élément ou de son support peut avoir des conséquences dramatiques. C'est un élément extrêmement critique dans la sécurité car il subit la majorité des efforts de propulsion. Certains catastrophes aériennes ont eu pour cause initiale la rupture d'une nacelle.
Les moteurs montés sur nacelles ont l'avantage de minimiser les dégâts sur la voilure en cas de défaillance moteur non contenue, comparés à des moteurs placés dans l'aile (De Havilland Comet par exemple).